# Pantelimon (métro de Bucarest)
Pour les articles homonymes, voir Pantelimon  (homonymie).
Pantelimon est une station de métro roumaine de la ligne M1 du métro de Bucarest. Elle est située Șoseaua Gării Cățelu dans le quartier Pantelimon, Sector 3 de la ville de Bucarest. C'est également un dépôt souterrain, situé à côté de la station, qui dispose d'un bâtiment avec une entrée sur Șoseaua Pantelimon. La station dessert notamment le parc et le lac Pantelimon.
Elle est mise en service en 1990.
Exploitée par Metrorex elle est essentiellement desservie par un service de navettes avec la station Republica. Seules les rames venant ou allant au dépôt desservent la station avec des voyageurs.

## Situation sur le réseau
Établie en souterrain, la station terminus Pantelimon dispose d'une plateforme composée d'un quai latéral et de la voie unique de la ligne M1 du métro de Bucarest, elle est située après la station Republica, en direction de Dristor 2.
Le dépôt de la ligne est situé après la station.

## Histoire
La station de terminus « Pantelimon » est mise en service le 15 janvier 1990, lors de l'ouverture du prolongement, long de 1,43 kilomètre, depuis la station Republica pour la desserte du dépôt. Néanmoins Republica reste le terminus des circulations ordinaires de la ligne car ce prolongement à voie unique n'est utilisé que par les rames qui rentrent au dépôt. La desserte régulière de Pentelimon est assurée par une navette qui circule uniquement entre les deux stations.

## Service des voyageurs

### Accueil
La station dispose d'une bouche sur Șoseaua Gării Cățelu. Des escaliers, ou des ascenseurs pour les personnes à mobilité réduite, permettent de rejoindre la salle des guichets et des automates pour l'achat des titres de transport (un ticket est utilisable pour un voyage sur l'ensemble du réseau métropolitain).

### Desserte
À la station Pantelimon, la desserte quotidienne débute avec le départ de la première rame à 5 h 0 et se termine avec le passage des dernières rames ayant pris le départ à 23 h 0 de la station terminus opposée. La desserte de Pantelimon est assurée principalement par un service de navettes entre Republica et Pantelimon.

### Intermodalité
À côté de la station des arrêts d'autobus sont desservis par les lignes 102, 104, 246, 655 et N101.

## Dépôt de Pantelimon
Après la station, la voie poursuit son parcours pour atteindre le dépôt souterrain qui dispose d'un bâtiment en surface sur Șoseaua Pantelimon. 